# Roppongi
Roppongi (jap. 六本木ⓘ) – dzielnica w Minato w Tokio, słynąca z życia nocnego zarówno wśród mieszkańców, jak i obcokrajowców. W pobliżu Roppongi znajduje się kilka zagranicznych ambasad. Roppongi znajduje się w centrum Tokio, na południe od Akasaka i na północ od Azabu.
Roppongi jest świadectwem mieszanki kultury, handlu i życia nocnego miasta: często określane jako miasto o dwóch twarzach, Roppongi jest zarówno luksusowe, jak i ekscytujące, z mieszanką wysokiej klasy wyrafinowania i tętniącej życiem rozrywki.

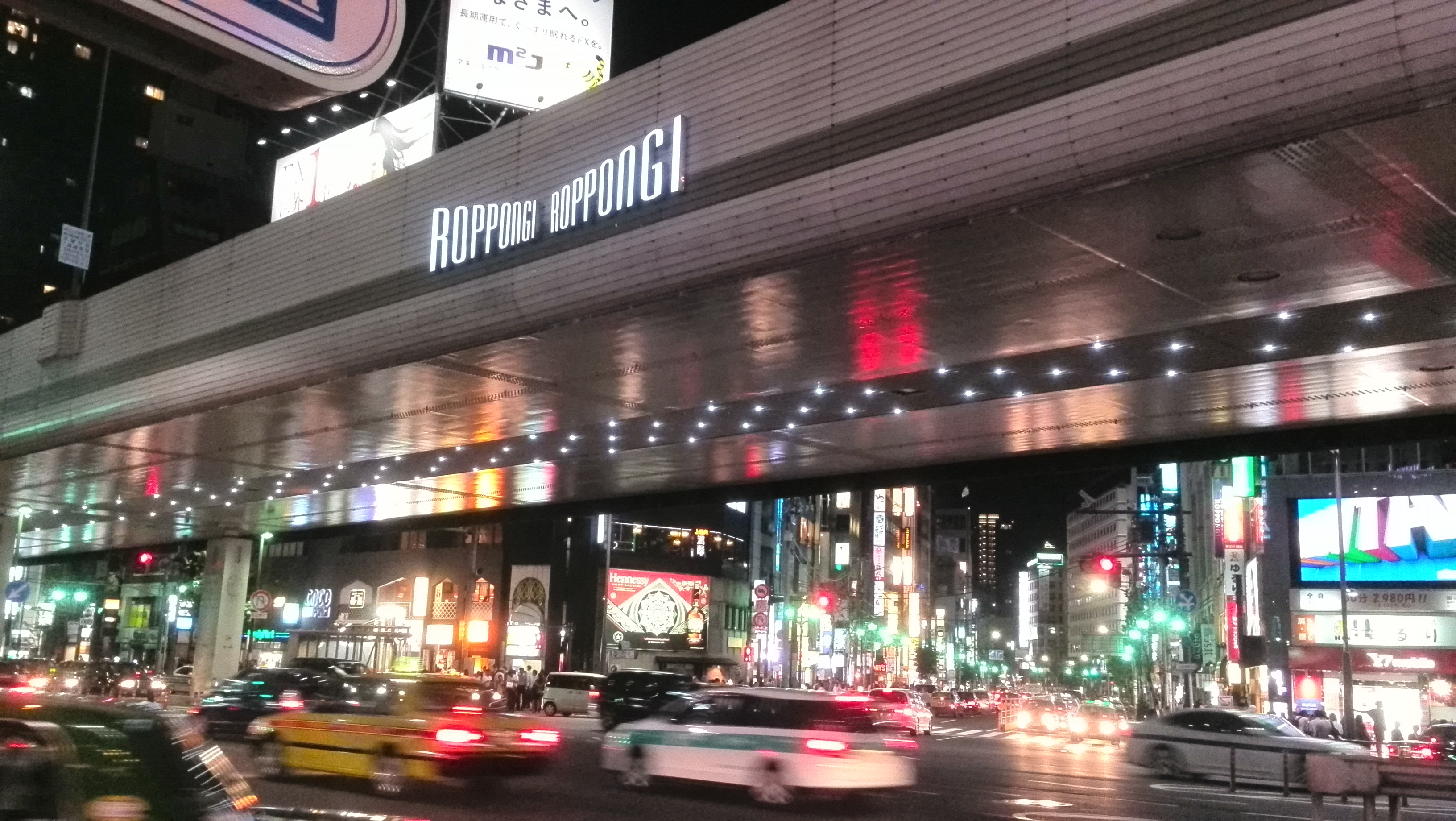
Skrzyżowanie Roppongi

W centrum dzielnicy znajduje się słynne skrzyżowanie Roppongi, położone pod autostradą. Drogi odchodzące od skrzyżowania prowadzą na zachód do tętniącej życiem dzielnicy Shibuya, na wschód do Pałacu Cesarskiego, na północ do modnej dzielnicy Aoyama i na południowy wschód do Tokyo Tower.
W Roppongi znajdują się także dwa ogromne kompleksy, Roppongi Hills i Tokyo Midtown. Zarówno Roppongi Hills, jak i Tokyo Midtown oferują doskonałe lokale gastronomiczne, obiekty artystyczne i kulturalne, sklepy znanych na całym świecie luksusowych marek oraz miejsca do wypoczynku i relaksu. Roppongi jest również jednym z najlepszych miejsc dla smakoszy w Tokio, z około 10 restauracjami wyróżnionymi gwiazdkami Michelin.
Obszar ten jest powszechnie uznawany za centrum nocnego życia i można śmiało argumentować, że imprezowe nastawienie dzielnicy jest nierozerwalnie związane z jej historią.

## Nazwa
Istnieją różne teorie na temat pochodzenia nazwy Roppongi (六本木 dosł. sześć drzew). Niektórzy twierdzą, że wywodzi się ona z faktu, że w okolicy znajdowało się sześć starych drzew.
Według innej legendy nazwa pochodzi od faktu, że w okresie Edo w pobliżu mieszkało sześciu daimyō, z których każdy miał w swoim imieniu kanji oznaczające „drzewo” lub rodzaj drzewa.

## Historia
Dziś Roppongi jest kosmopolityczną dzielnicą z luksusowymi apartamentami i rezydencjami, ale kiedyś było odludnym miejscem głównie lennem samurajów, ale w okresie Edo Roppongi stało się obszarem świątynnym i odnosiło się do wąskiego obszaru wokół dzisiejszego głównego skrzyżowania. Po okresie Meiji Roppongi stało się obszarem obejmującym ruiny rezydencji rodziny klanu Ōkubo (Domeny Odawara) i świątyni. Obszar ten nie był gęsto zaludniony aż do restauracji Meiji. Podobnie jak inne części Tokio, Roppongi zostało zniszczone i odbudowane po wielkim trzęsieniu ziemi w Kantō w 1923 roku i II wojnie światowej, a swoją obecną formę przybrało dopiero po wojnie.

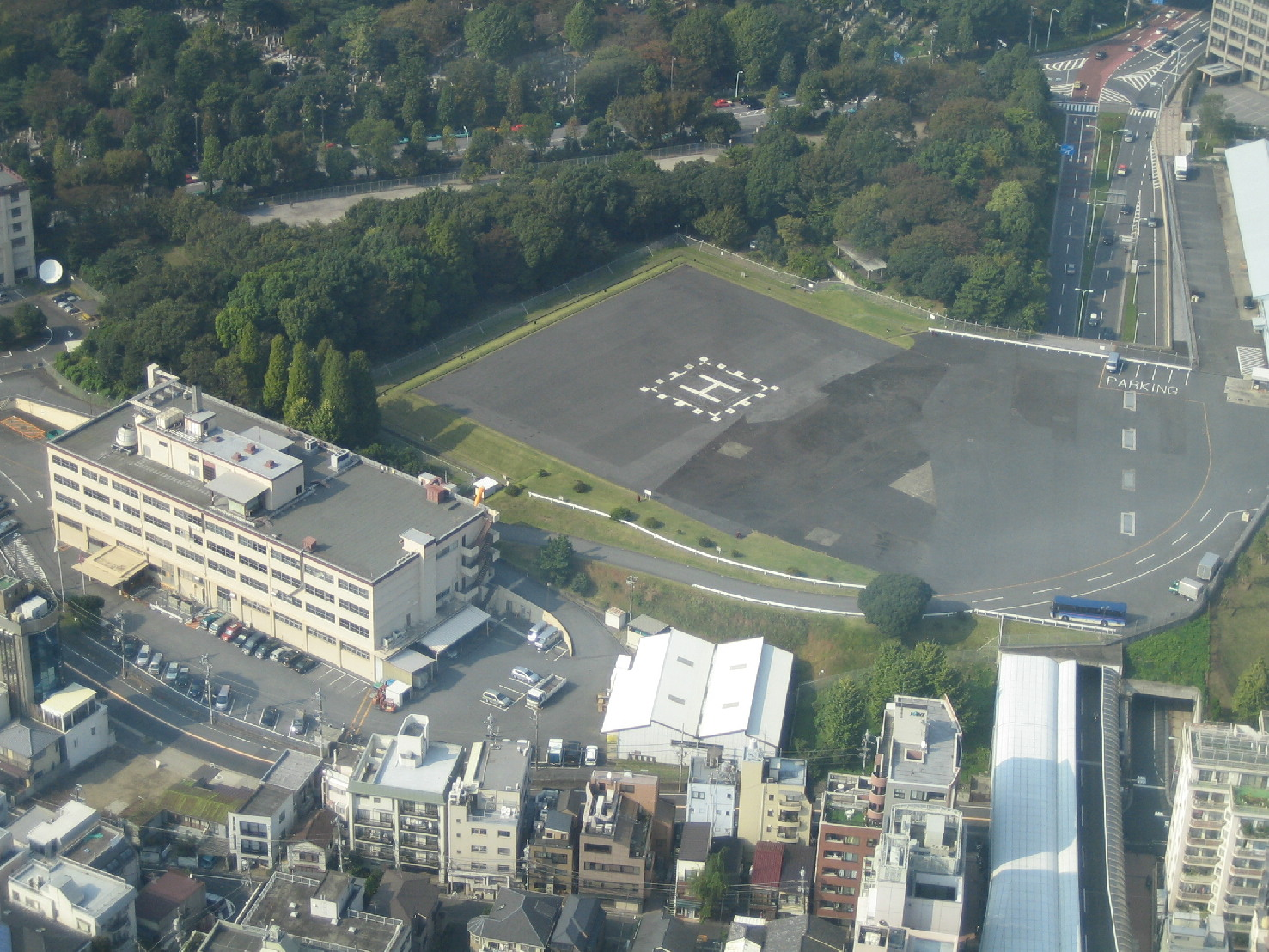
Centrum prasowe Akasaka budynek główny i lądowisko dla helikopterów widziane z Roppongi Hills (część budynku Hardy Barracks widoczna po lewej)

Roppongi było miastem wojskowym z wieloma obiektami wojskowymi  cesarskiej armii japońskiej m.in. 3. pułku piechoty, który brał udział w incydencie z 26 lutego 1936 roku. Ponieważ w okresie Meiji Roppongi nie znajdowało się jeszcze w centrum Tokio, mieszkało tam niewielu cywilów i można było zabezpieczyć duży obszar dla armii.

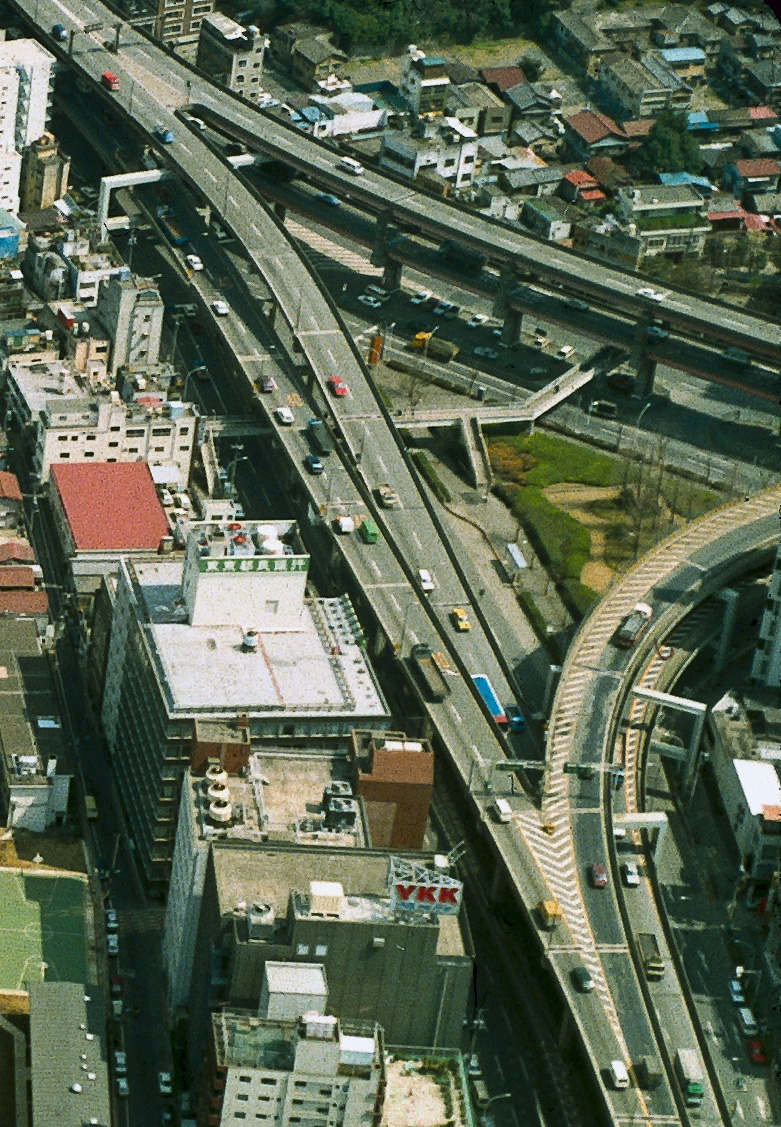
Węzeł Tanimachi zdjęcie pochodzi z 1983 roku

Następnie Roppongi zostało przejęte pod koniec II wojny światowej po zajęciu Japonii przez wojska amerykańskie 15 sierpnia 1945 roku. Japońskie bazy wojskowe zostały przejęte, a stacjonujące tam wojska amerykańskie zbudowały tymczasowe koszary „Hardy Barracks” (obecnie mieści się w nim budynek Agencji Obrony armii Stanów Zjednoczonych „Centrum prasowe Akasaka”). Podczas okupacji Japonii po 1945 roku w Roppongi stacjonowały wojska amerykańskie, a Japończycy byli zastraszani i nie zbliżali się do tego obszaru. Było to czasami określane jako „koncesja tokijska”. Kiedy okupacja USA zakończyła się traktatem pokojowym z Japonią w 1952 roku, Japonia stopniowo wychodziła z powojennego chaosu, a Roppongi stopniowo przekształciło się z „koncesji tokijskiej” w obszar, w którym mogli mieszkać Japończycy. W 1959 roku amerykańska baza została zwrócona Japonii i przekazana Agencji Obrony. W tym samym roku w Roppongi otwarto Japan Education Broadcasting Company (obecnie TV Asahi).

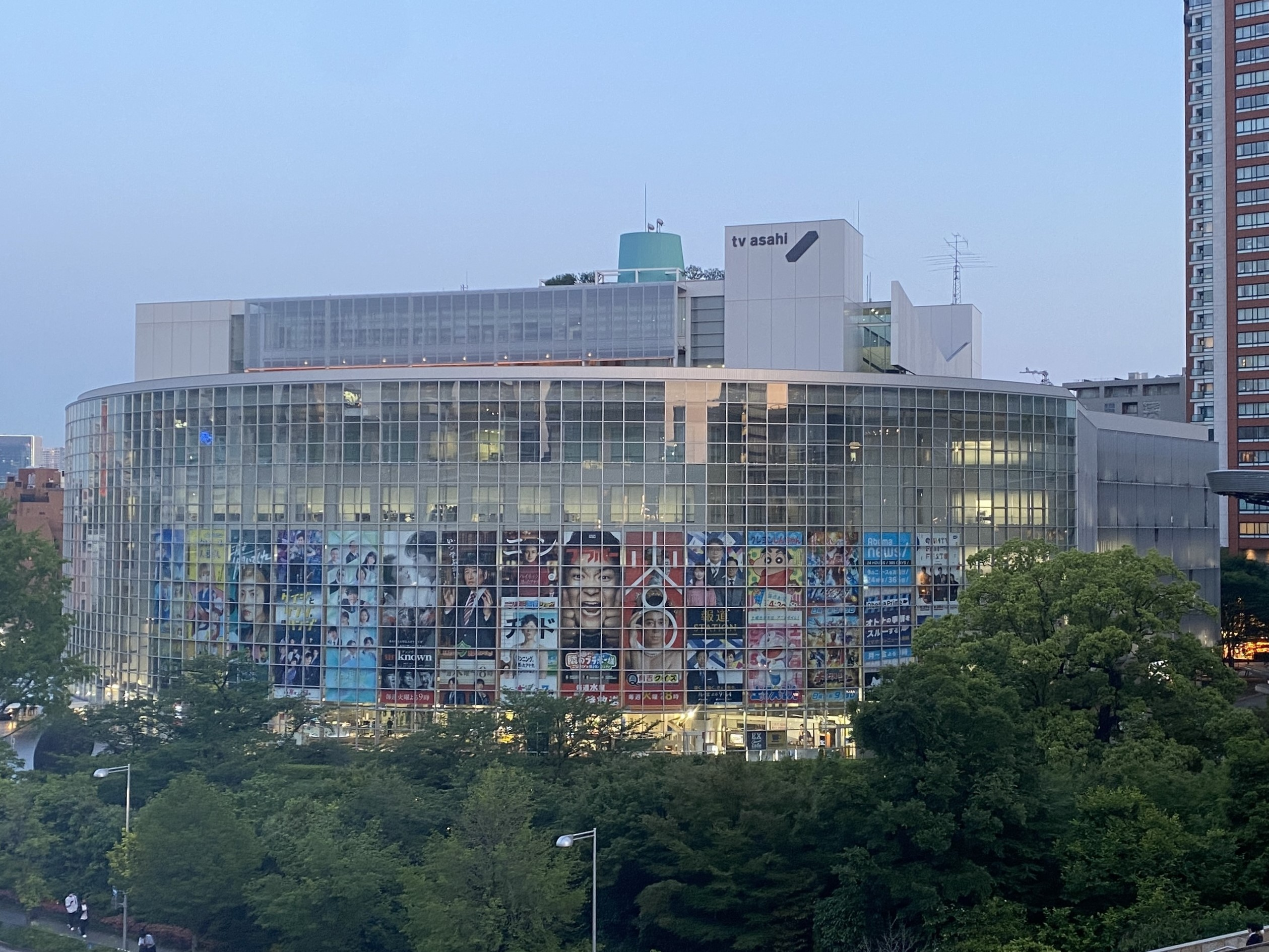
Siedziba TV Asahi

Dzięki budowie Tokyo Tower w 1958 roku, Roppongi zostało nazwane „miastem położonym najbliżej najwyższej wieży na świecie”. Kolejną zmianą, która wpłynęła na Roppongi, było otwarcie linii metra Hibiya na Igrzyska Olimpijskie w Tokio w 1964 roku. Do tego czasu Roppongi miało autobusy i tramwaje, ale nie miało kolei. W centrum miasta istniały linie kolejowe, ale były one niewygodne. Wraz z otwarciem linii Hibiya, Ginza i Shibuya stały się bardziej dostępne. Otwarcie linii Hibiya przyciągnęło do Roppongi więcej młodych ludzi, a w latach 70. dyskoteki i kluby rozrosły się, czyniąc z Roppongi dzielnicę rozrywki na równi z Shibuya i Shinjuku.

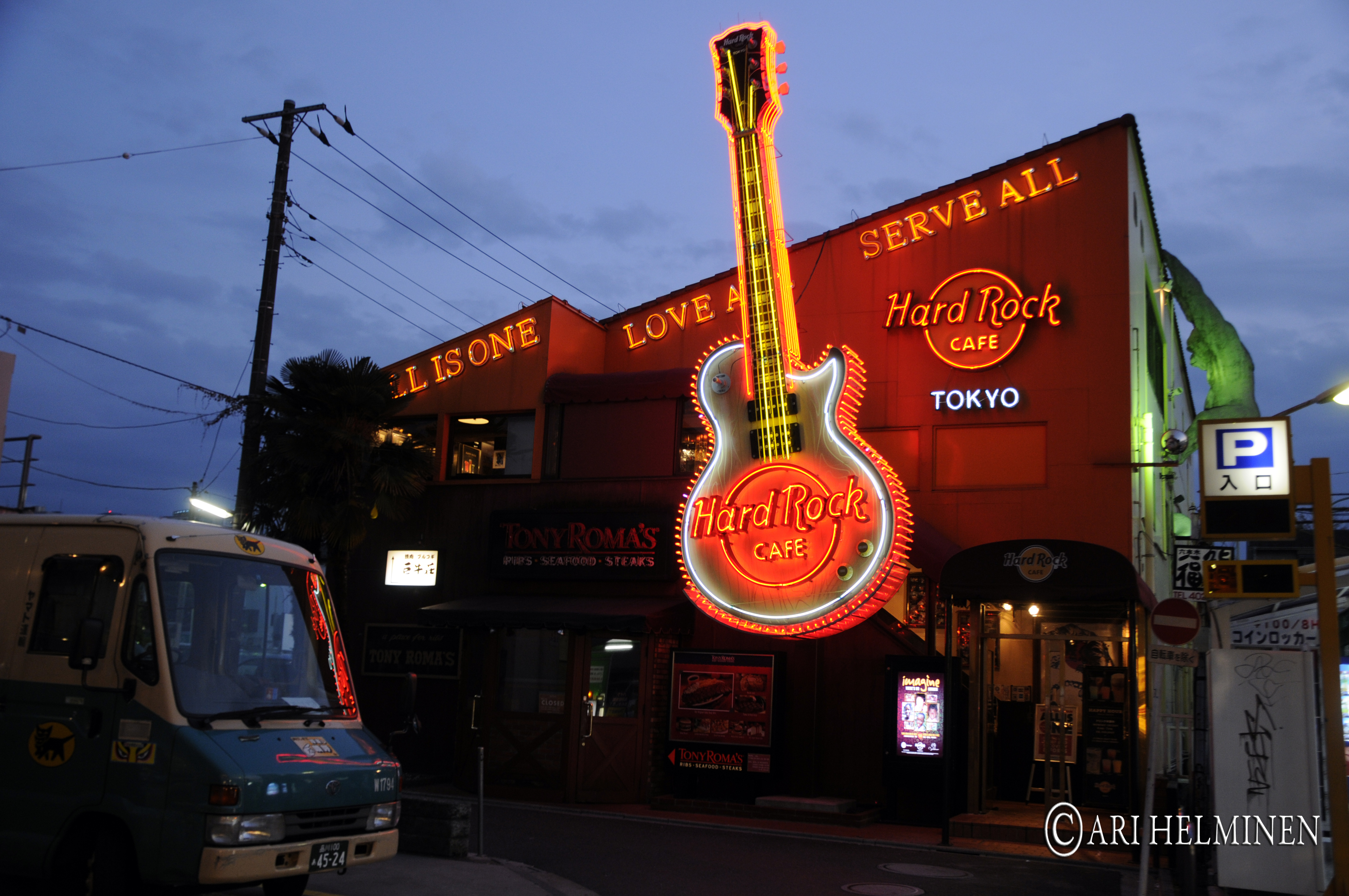
Hard Rock Cafe w Roppongi

W latach 80. Roppongi ponownie się zmieniło, wzniesiono modne budynki, takie jak AXIS i Forum. Otwarto kina, księgarnie oraz sklepy z płytami CD i AV, dodając stylowy i intelektualny element do poprzedniego hedonistycznego elementu Roppongi. Siedemnaście lat po rozpoczęciu programu rozwoju miasta w 1986 roku, otwarcie Roppongi Hills w 2003 roku zmieniło wizerunek Roppongi z dzielnicy śródmiejskiej w dzielnicę biznesową skoncentrowaną na najnowocześniejszych technologiach IT.

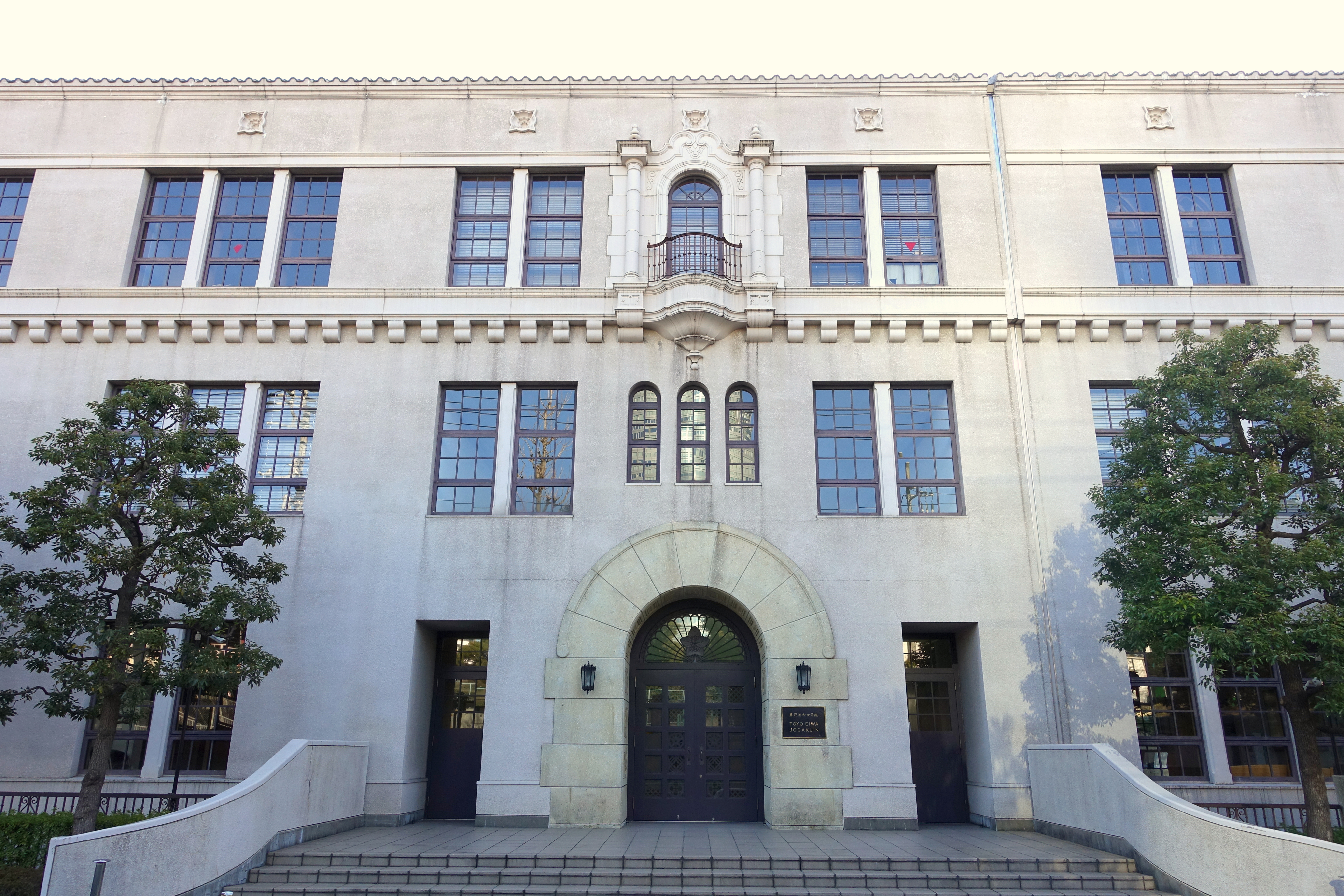
Szkoła dla dziewcząt Toyo Eiwa Jogakuin

W ostatnich dziesięcioleciach wiele ambasad i dużych międzynarodowych korporacji, takich jak Google i Apple, a także tokijskich oddziałów międzynarodowych sieci restauracji, takich jak Hard Rock Cafe rozpoczęło działalność w Roppongi i okolicach, co dodatkowo zwiększyło liczbę zagranicznych turystów i mieszkańców. Dzięki temu Roppongi zostało najbardziej zróżnicowaną etnicznie dzielnicą Tokio. W 2013 roku otwarto również EX Theater Ropppongi, wielofunkcyjną przestrzeń rozrywkową, w której odbywają się koncerty, pokazy filmowe i muzyka na żywo.
Dziś w okolicy Torii-zaka, gdzie znajduje się szkoła dla dziewcząt Toyo Eiwa Jogakuin, można wciąż zobaczyć cień dawnego Roppongi. Wiele ambasad, w tym szwedzka i hiszpańska, znajduje się w okolicy, która wciąż zachowuje ślad dawnej dzielnicy mieszkalnej.

## Edukacja
W okolicy znajdują się publiczne szkoły podstawowe i średnie zarządzane przez Zarząd Edukacji Miasta Minato. Wyższe szkoły średnie podlegają jurysdykcji Zarządu Edukacji Tokijskiego Rządu Metropolitalnego. W Roppongi Hills znajduje się także Amerykańska szkoła edukacji wczesnoszkolnej.

## Kultura
W Roppongi znajdują się dwie galerie sztuki współczesnej Kotaro Nukaga i Galerie Perrotin oraz trzy wspaniałe muzea Muzeum Sztuki Mori, Muzeum Sztuki Suntory i Narodowe Centrum Sztuki w Tokio, które nazywane są „Trójką Sztuki Roppongi”, wszystkie trzy znajdują się w niewielkiej odległości od siebie.

## Gospodarka
Japońskie firmy z siedzibą w Roppongi to między innymi:
- Anderson Mōri & Tomotsune
- B Zone
- Genco
- J-Wave
- Livedoor
- The Pokémon Company
- TV Asahi

Zagraniczne oddziały firm z siedzibą w Roppongi to między innymi:
- Apple
- Credit Suisse Group
- Goldman Sachs
- Google
- Yahoo! Japan

## Ambasady
Ambasady znajdujące się w Roppongi:
- Ambasada Arabii Saudyjskiej
- Ambasada Filipin
- Ambasada Hiszpanii
- Ambasada Mikronezji
- Ambasada Panamy
- Ambasada Singapuru
- Ambasada Stanów Zjednoczonych
- Ambasada Szwecji

## Życie nocne
Nocą ta kosmopolityczna dzielnica handlowa ożywa i w niczym nie przypomina tej z dnia. Atrakcją Roppongi nocą jest różnorodność lokali znajdujących się w niedalekiej odległości od stacji, które zaspokajają potrzeby szerokiego grona klientów. Bary, puby, miejsca z muzyką na żywo, kluby nocne, kyabakury i klub burleski to miejsca, w których Roppongi się wyróżnia. Centralna lokalizacja Roppongi sprawia, że wraz z Shibuya i Shinjuku, jest jednym z centrów życia nocnego w Tokio.

## Działalność przestępcza
W przeszłości Roppongi było znane jako obszar z dużą obecnością yakuzy, od klientów lokali przez handlarzy do menedżerów klubów i barów Roppongi. Chociaż yakuza wciąż ma pewne wpływy, wydaje się, że ostatnio przeniosła większość swojej obecności do innych dzielnic Tokio.
Oprócz młodych bywalców klubów i obcokrajowców można tu również spotkać Hostessy i zagranicznych naganiaczy. Dochodzi tu również do nielegalnych działań, takich jak rabunki, hazard w kasynach i handel narkotykami, które czasami wychodzą na jaw dzięki aresztowaniom. Jednym z przykładów jest kwestia nigeryjskich imigrantów pochodzenia zachodnioafrykańskiego zakładających od 2006 roku duże lokale w Kabukichō i Roppongi w Shinjuku i czerpiących duże zyski z pijanych klientów. Co więcej, podobnie jak w Kabukichō, widoczne były również konflikty między grupami przestępczymi, takimi jak gangi, organizacje zrzeszające młodocianych przestępców i zagraniczna mafia. Ze względu na te czynniki obszar Roppongi został oznaczony jako „niebezpieczny obszar” dla podróżnych przez Departament Stanu USA, Ambasadę Brytyjską i Ambasadę Australii.
W 2012 roku rząd metropolitalny Tokio wyznaczył Roppongi od 3-chōme do 7-chōme jako obszar, w którym nie tylko nagabywanie i rekrutacja, ale także oczekiwanie na takie działania są zabronione na mocy rozporządzenia metropolitalnego o zapobieganiu uciążliwościom. Ponadto w 2019 roku obszar od It-chōme do 7-chōme został wyznaczony jako specjalny obszar eliminacji zorganizowanych grup przestępczych na mocy rozporządzenia o wykluczeniu przestępczości zorganizowanej. W tym obszarze zabronione jest zapewnianie ochrony między zorganizowanymi grupami przestępczymi a klubami i innymi placówkami poprzez oferowanie pieniędzy lub przysług, a przestępcy podlegają karze pozbawienia wolności do jednego roku lub grzywnie w wysokości do 500 000 jenów, nawet jeśli to oni płacą.

## Transport

### Dworce kolejowe i metra
Stacja Roppongi
- Linia metra Hibiya (H-04)
- Linia Toei Ōedo (E-23)

Stacja Roppongi-itchōme
- Linia metra Namboku (N-06)

Stacja Nogizaka
- Linia metra Chiyoda

## Galeria

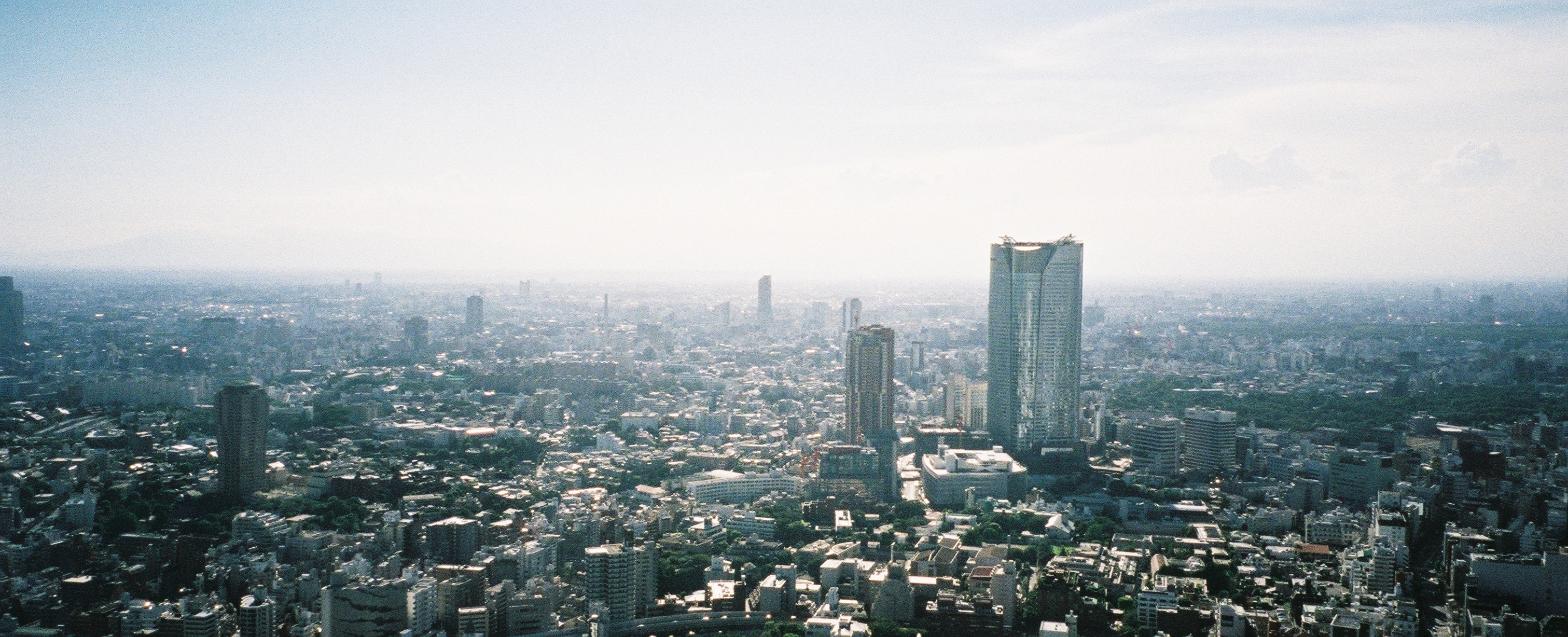
Widok na Roppongi z Tokyo Tower
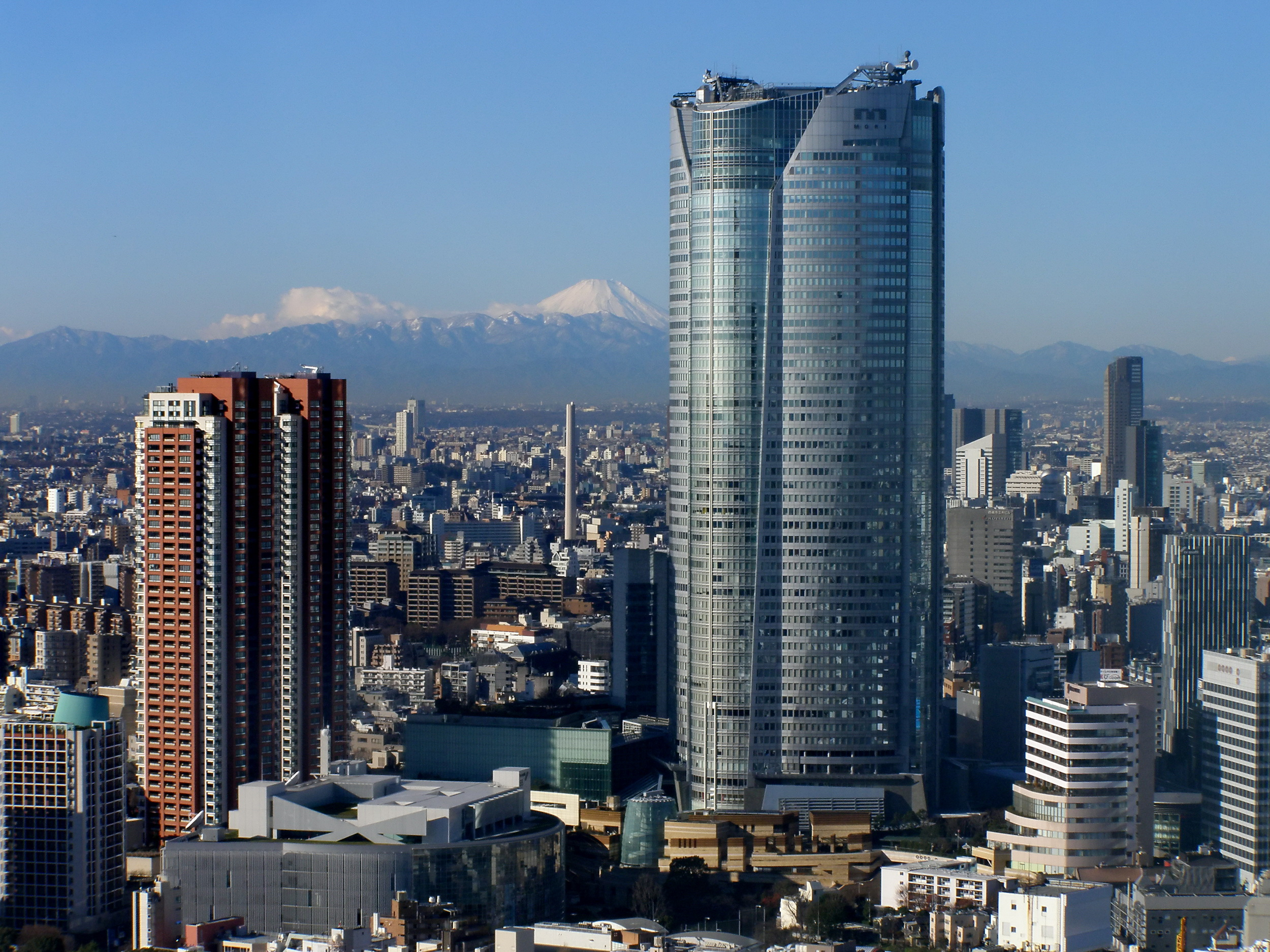
Kompleks Roppongi Hills
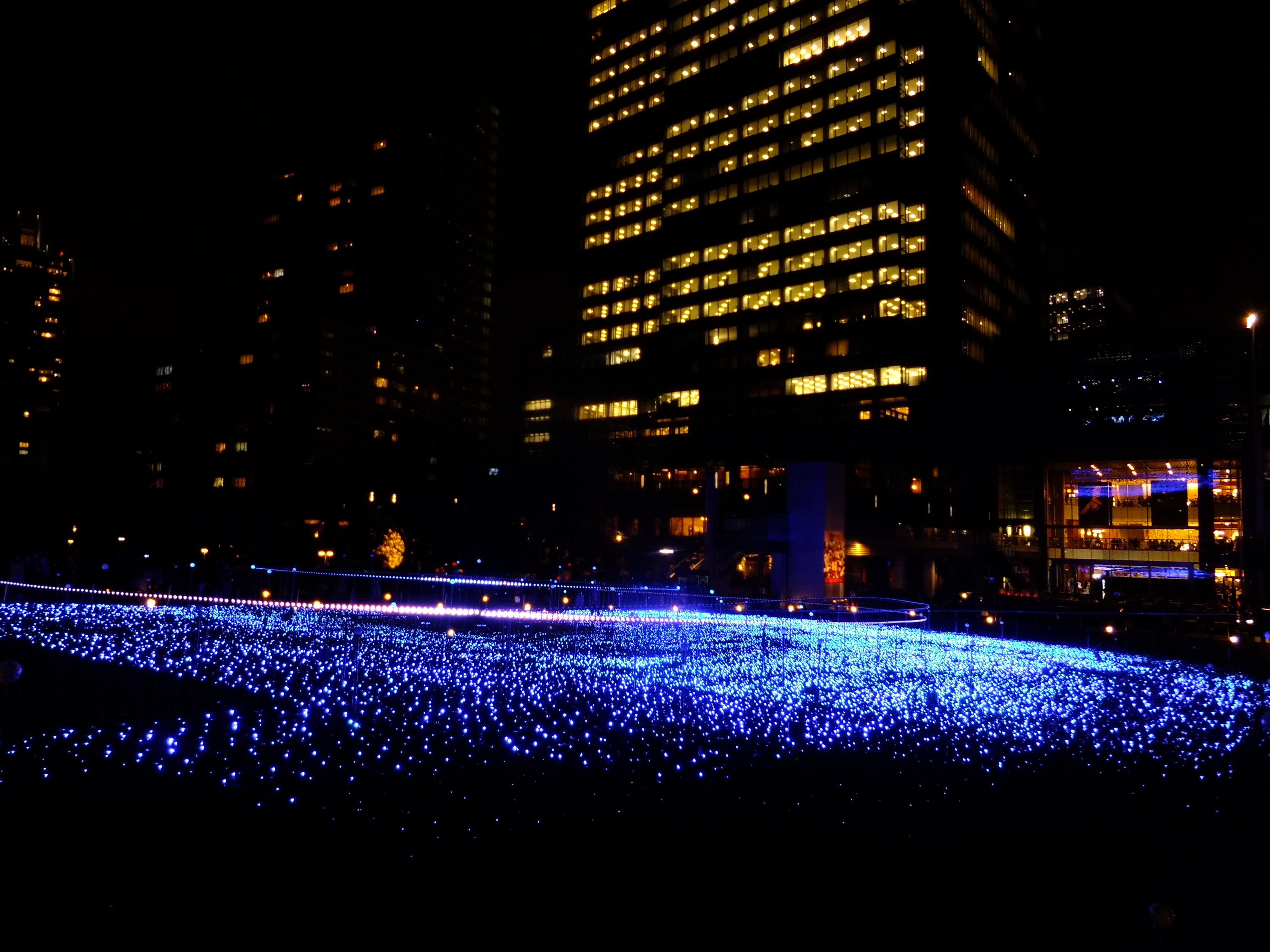
Gwiaździsty Ogród w kompleksie Tokyo Midtown
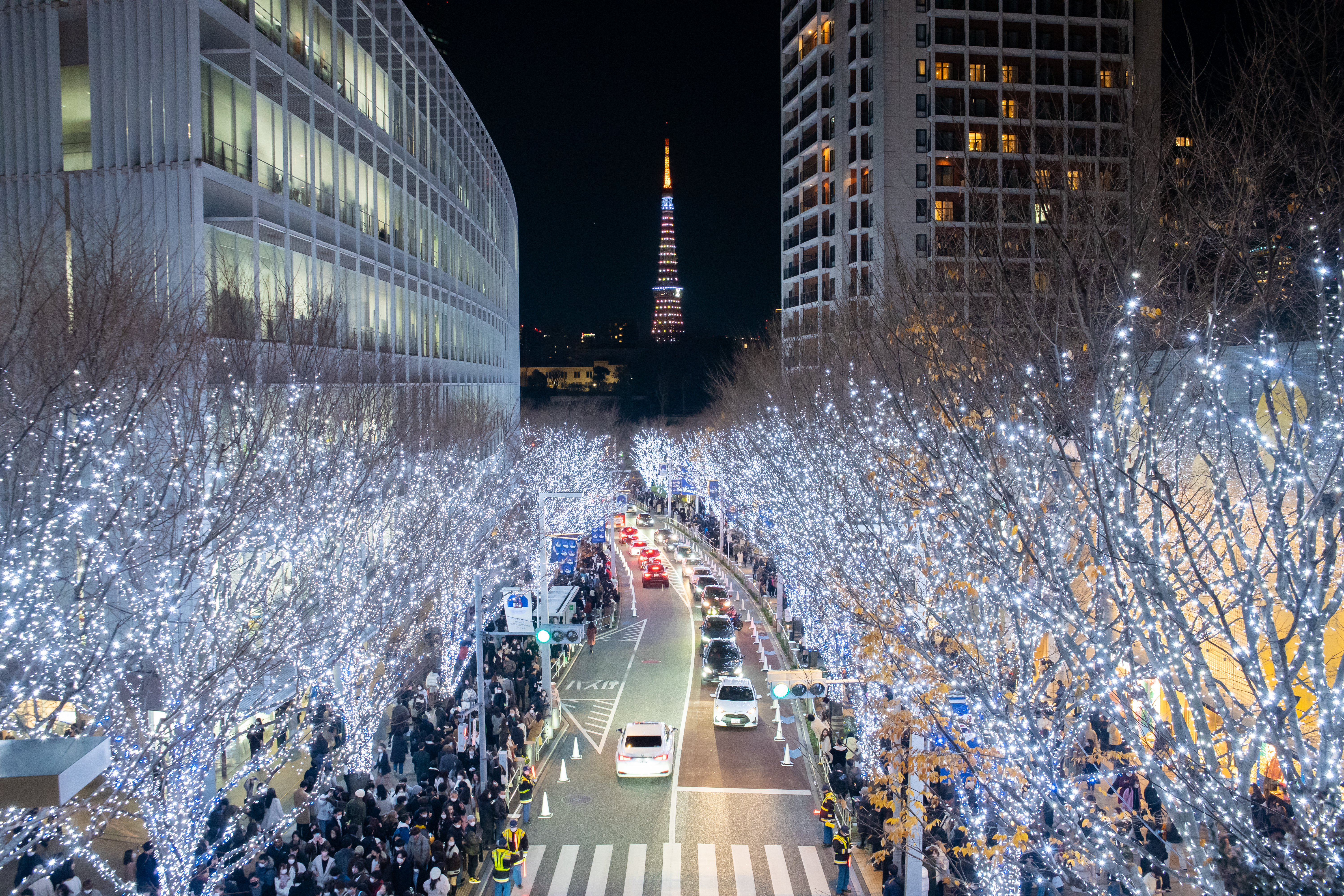
Świąteczna iluminacja ul. Keyakizaka
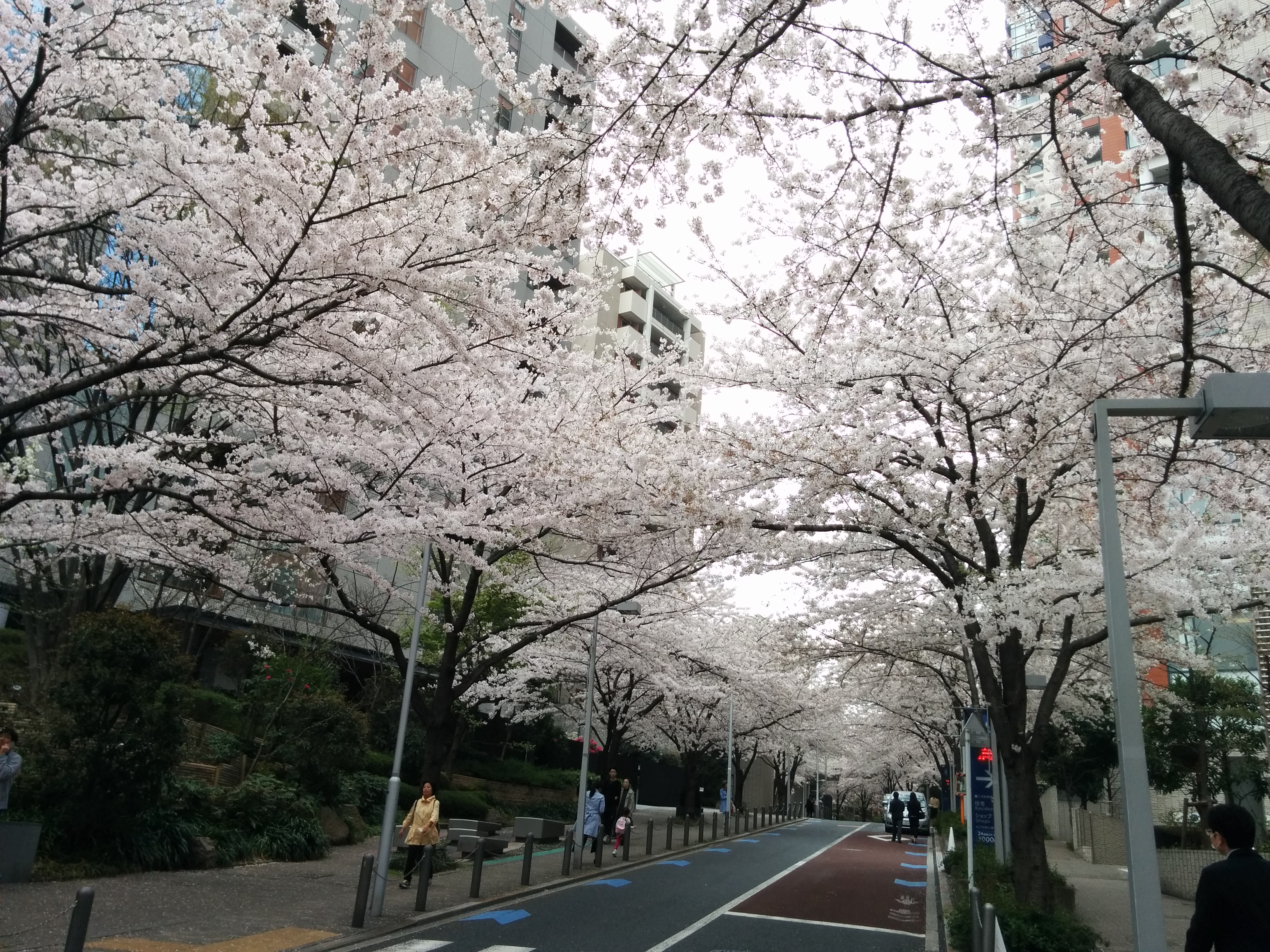
Drzewa kwitnącej wiśni na ul. Sakurazaka
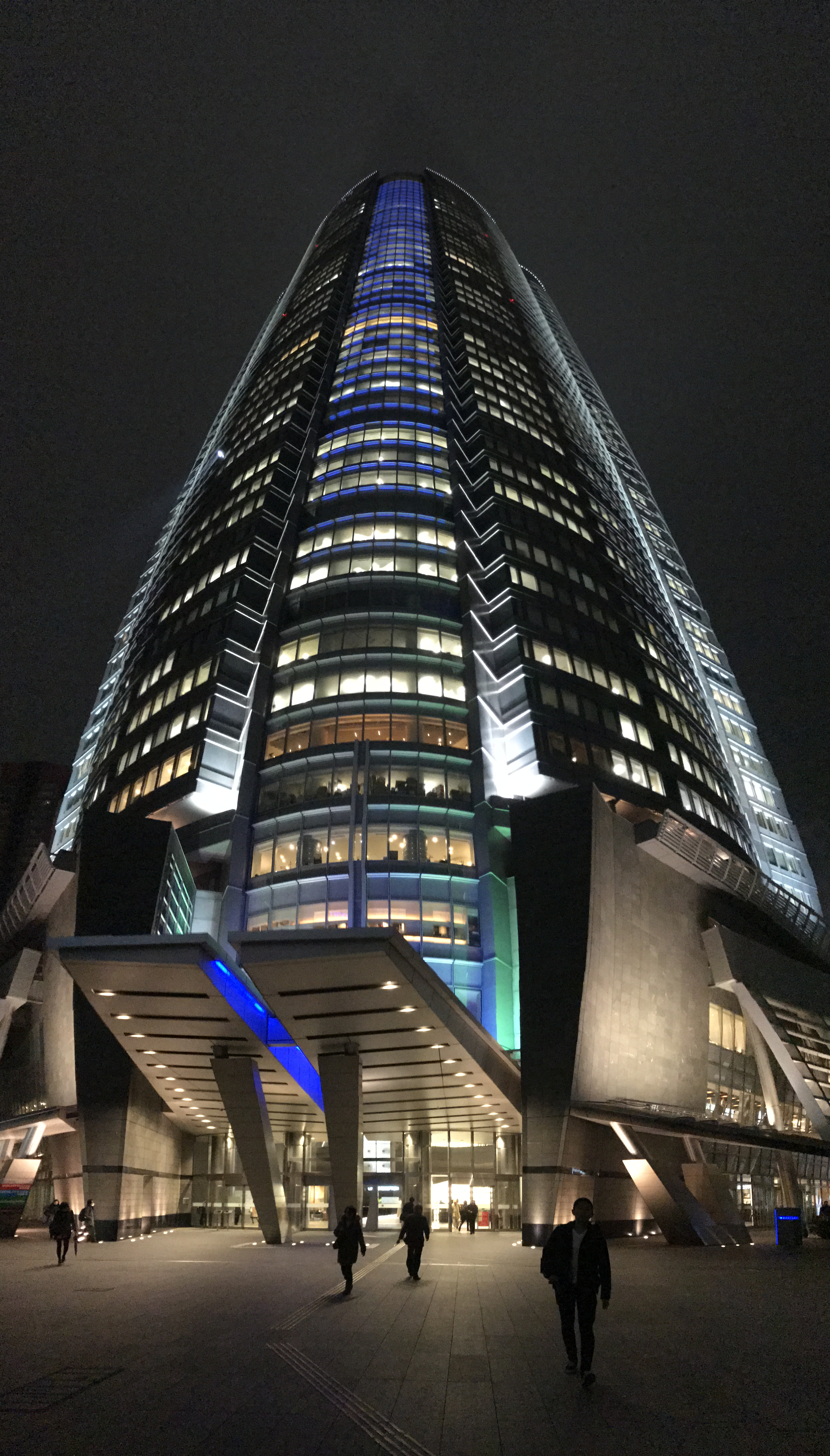
Mori Tower
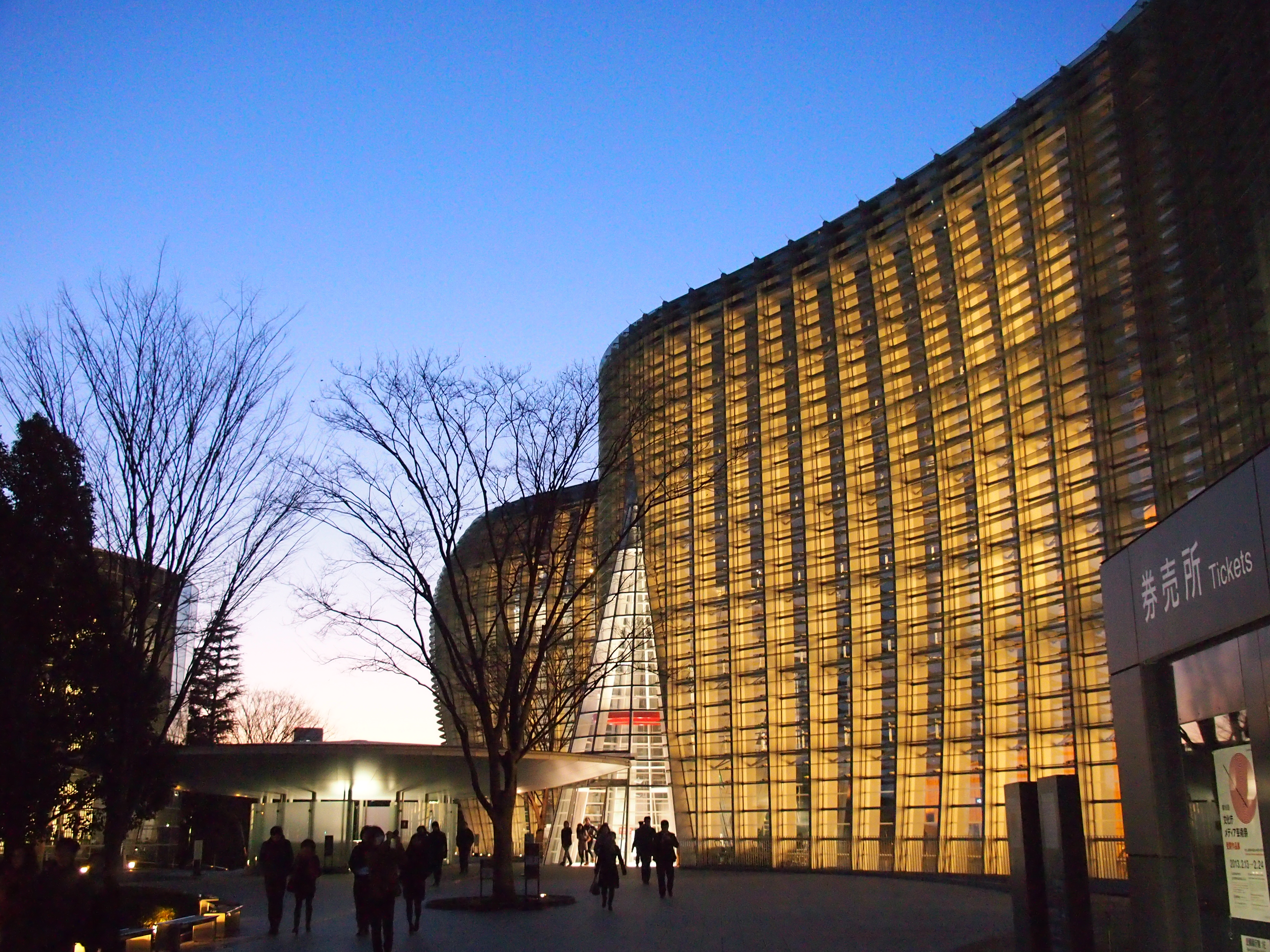
Narodowe Centrum Sztuki w Tokio
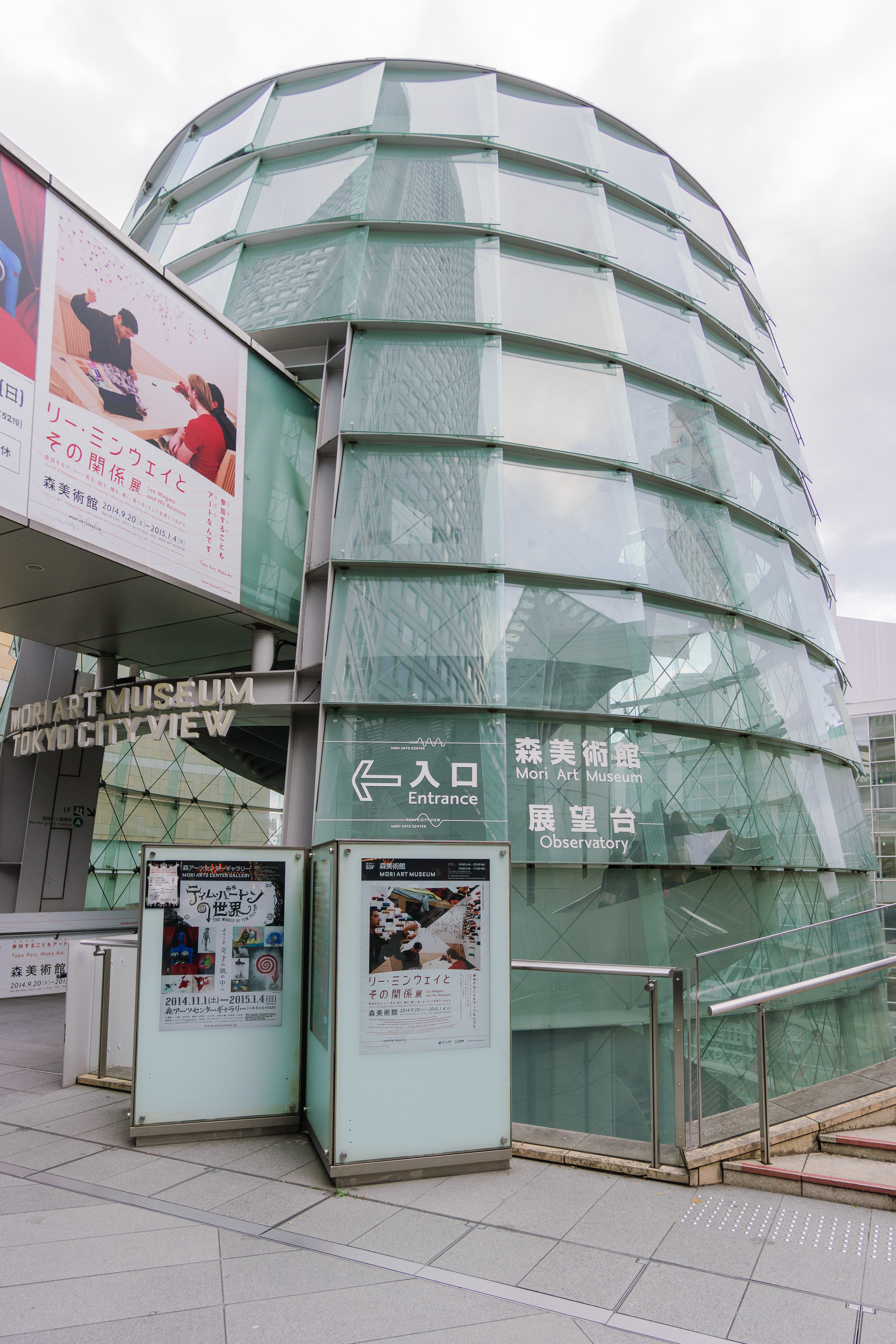
Muzeum Sztuki Mori
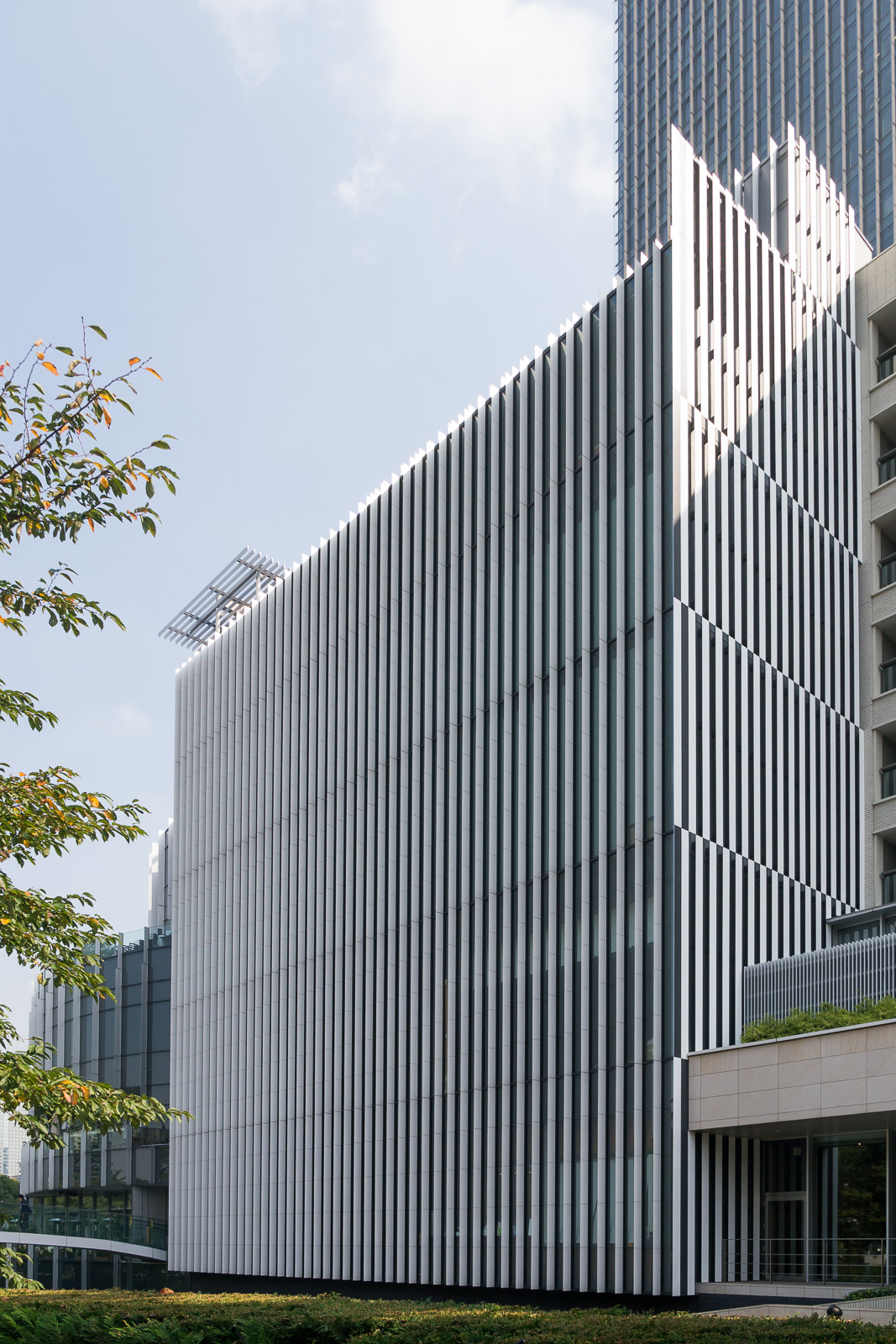
Muzeum Sztuki Suntory